# Ledovec Pers
Ledovec Pers (rétorománsky Vadret Pers) je údolní ledovec nacházející se v horské skupině Bernina (součást Berninských Alp) na jihu švýcarského kantonu Graubünden.

## Poloha
Ledovec Pers je 4 km dlouhý, v horní části až 1,5 km široký a má rozlohu asi 6 km². Ledovec Pers začíná četnými firnovými poli na severním úbočí Piz Palü, přes který vede hranice mezi Itálií a Švýcarskem, a na Piz Cambrena (3602 m). Přes průsmyk Fuorcla Bellavista (3688 m n. m.) je ledovec na jihu spojen s Altipiano di Fellaria, rozsáhlým náhorním ledovcem na italské straně masivu Bernina.
Ledovec Pers teče na sever s poměrně malým sklonem 10 až 15 % a na jižním úpatí Munt Pers (3206 m) se postupně stáčí na západ. V minulosti se zde vléval do ledovce Morteratsch silně rozpraskaným ledovým polem po strmějším svahu. V létě 2015 však ledovec Pers roztál natolik, že se spojení mezi oběma ledovcovými jazyky přerušilo.
Na horském hřebeni Diavolezza mezi horami Munt Pers a Piz Trovat severovýchodně od ledovce Pers stojí ve výšce 2973 m horská stanice lanovky Bernina-Diavolezza s výhledem na masiv Bernina a ledovce Pers a Morteratsch.

## Fotogalerie

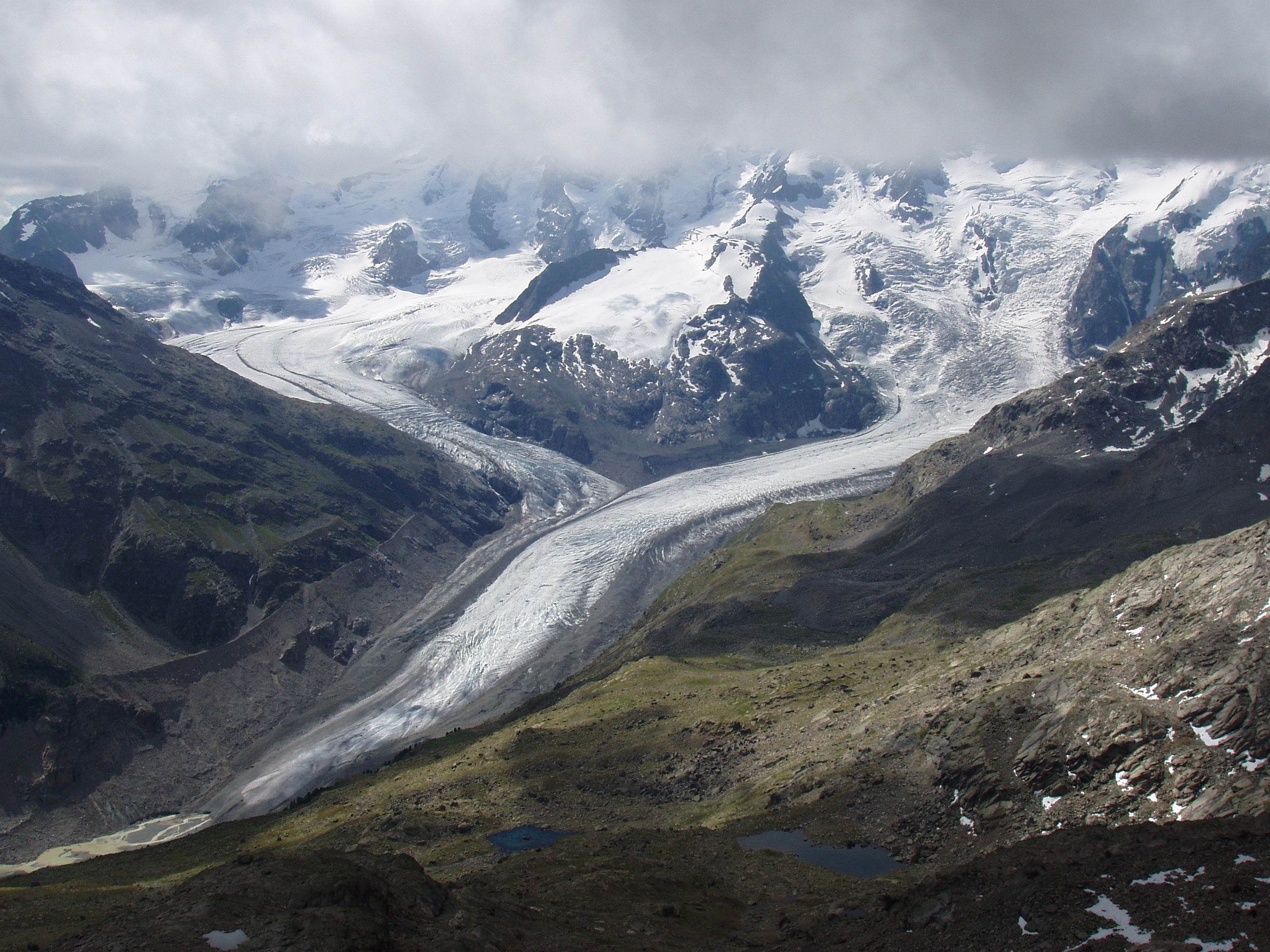
ledovce Morteratsch a Pers v roce 2005
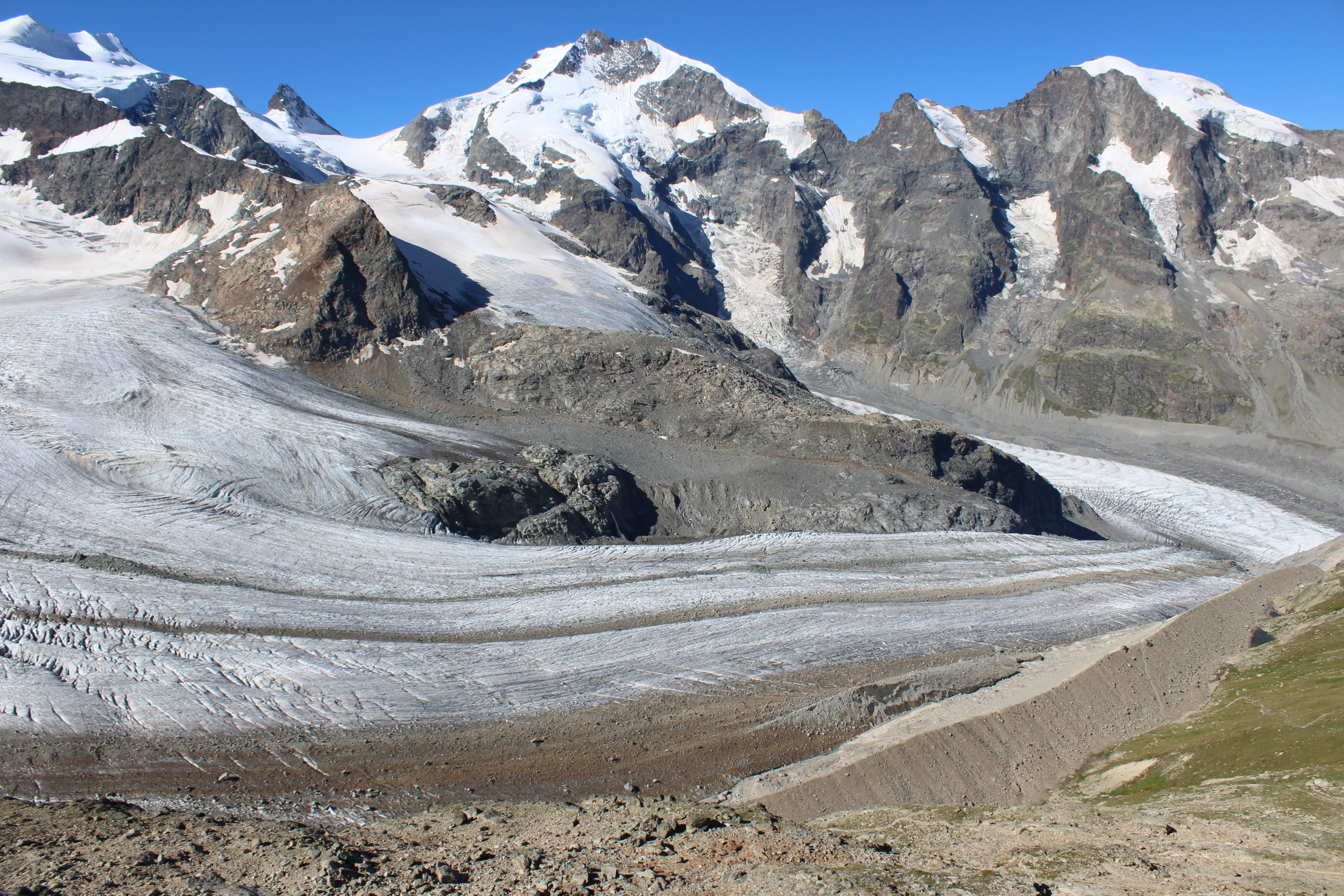
ledovec Pers v popředí v roce 2016
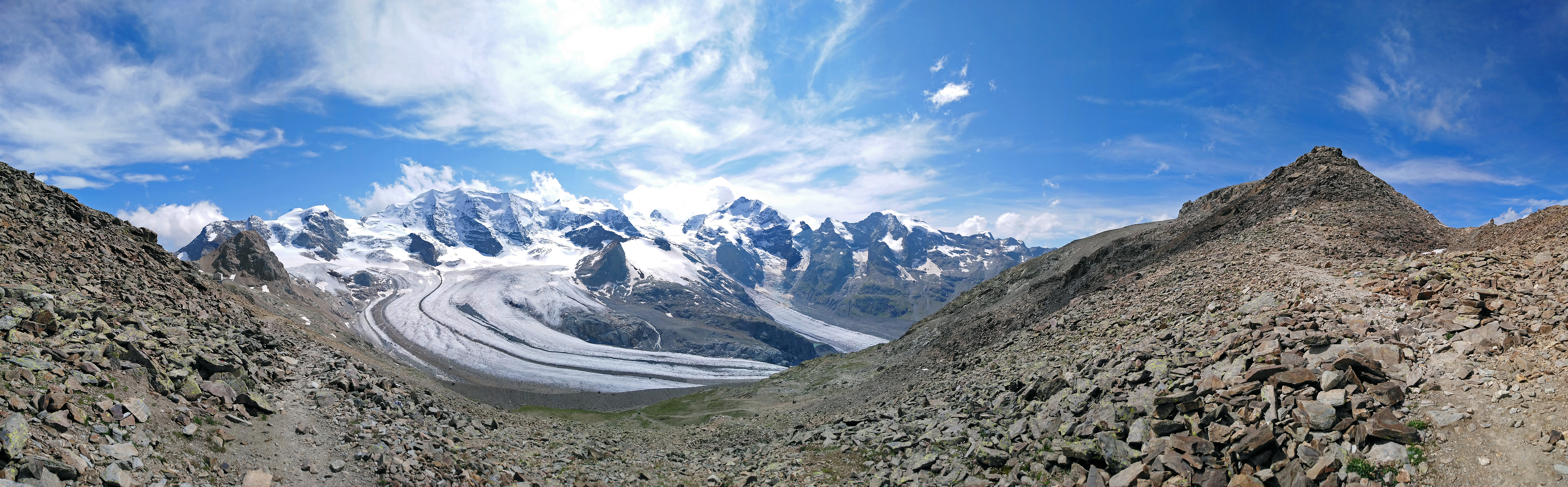
ledovec Pers v roce 2021